# The Avett Brothers
The Avett Brothers je americká hudební skupina, založená v roce 2000 v Concordu v Severní Karolíně. Hlavními členy skupiny jsou bratři Scott Avett (banjo) a Seth Avett (kytara); doplňují je Bob Crawford (kontrabas), Joe Kwon (violoncello), Mike Marsh (bicí) a Paul Delfigia (klávesy). Své první album nazvané Country Was skupina vydala v roce 2002 a do roku 2019 jich vydala dalších devět.

## Diskografie
- Country Was (2002)
- A Carolina Jubilee (2003)
- Mignonette (2004)
- Four Thieves Gone: The Robbinsville Sessions (2006)
- Emotionalism (2007)
- I and Love and You (2009)
- The Carpenter (2012)
- Magpie and the Dandelion (2013)
- True Sadness (2016)
- Closer Than Together (2019)